# Асмолов, Василий Иванович
Василий Иванович Асмолов (1828, Обоянь, Курская губерния — 1881, Санкт-Петербург) — русский предприниматель, фабрикант, меценат.

## Биография

### Ранние годы
Василий Иванович Асмолов родился в городе Обоянь Курской губернии по одним данным в крестьянской семье, по другим — в роду разорившегося купца. В юности начинал погонщиком лошадей у офень, вместе с которыми, кочуя по стране, сбывал различную галантерейную мелочь, мануфактуру, книжки. За эти годы Асмолов досконально изучил быт людей разных сословий и обрёл неплохой коммерческий опыт.
В возрасте 27 лет Асмолов попал в Ростов-на-Дону, где поначалу безуспешно пытался заниматься мелкой торговлей. Позднее, занявшись хлеботорговлей, за пару лет он сколотил своё первое состояние в 3000 рублей и задумался о собственном деле. Однажды Василий приобрёл четверть фунта табака основанной ещё в 1853 году и имевшей хорошую репутацию фабрики Якова Кушнарёва. Качество товара ему показалось достаточно низким, и в 1857 году на северной окраине Ростова на улице генерала Скобелева он открыл небольшую фабрику с семью работниками в штате, которые за полгода работы произвели более 600 пудов табака.
Первые успехи воодушевили Асмолова, и он стал активно искать компаньонов. Им стал потомственный почётный гражданин Ростова-на-Дону, знаток табачного производства Гавриил Ильич Шушпанов (1837/9—после 1887) Выпуск табачных изделий продолжает нарастать, и к концу 1860 года предприятие выходит на уровень в пять тысяч пудов за год. В 1861 году на Всероссийской промышленной выставке в Санкт-Петербурге Асмолова был отмечен «Похвальным листом Государя».
В 1862 году по невыясненным причинам предприятие Асмолова сгорело дотла. Однако спустя пару месяцев на старом месте выросли новые двухэтажные корпуса, в которых было размещено самое передовое на то время оборудование.

### «В. И. Асмолов и Ко»
В 1871 году Асмолов и Шушпанов учредили торговый дом «В. И. Асмолов и Ко», и помимо производства табака начали выпускаться папиросы. Авторитет компании продолжил расти. На многочисленных престижных выставках в России, Европе и Америке асмоловская продукция получает наивысшие награды: в 1873 году — серебряную медаль Венской выставки, в 1876 году в Париже и в 1878 году в Филадельфии — золотые медали, в 1881 году фабрика получила две золотые медали от Европейского общества торговли и промышленности. Предприятие становится официальным поставщиком Двора Его Императорского Величества, что даёт Асмолову право размещать государственный герб на своей продукции, а также иметь солидные налоговые послабления.
Жена — Анна Ильинична Шушпанова, старшая сестра Гавриила Ильича. У Василия Ивановича и Анны Ильиничны была дочь.

### Смерть
В 1881 году во время поездки в Санкт-Петербург Василий Асмолов скоропостижно скончался. Министр финансов Самуил Грейг и заместитель министра Иван Дурново сопровождали траурный поезд с телом предпринимателя в Ростов-на-Дону, где на его встречу вышло всё местное духовенство, купечество, а также многие фабричные работники. Хоронили с почестями как человека, который «из ничего создал целую отрасль промышленности». После смерти Василия Ивановича его дело продолжил брат Владимир.
В.И.Ленин в своей работе «Развитие капитализма в России» так писал о Василии Асмолове:
Фабрикант Асмолов был погонщиком лошадей у коробейников, потом мелким торговцем, владельцем маленькой мастерской табачных изделий, затем фабрики с многомиллионными оборотами.